# Digital Combat Simulator
Digital Combat Simulator World（DCSWorld、デジタル・コンバット・シミュレーター・ワールド）は、Eagle Dynamics社が開発した軍用機を主としたコンピュータ用のフライトシミュレーションプレイ環境、あるいは対応機体モジュール等に冠せられる総称である。

## 概要
戦闘機による空対空戦闘や攻撃機による地上・洋上攻撃を主たるテーマにしており、フライトシミュレーションのジャンルとしてはコンバット系となる。
基本プレイ環境はDigital Combat Simulator World（DCS World、ディーシーエス　ワールド）であり、基本プレイ環境無料、操縦機体等のアドオン・モジュールが有料販売のフリーミアム（英: Free-to-play、F2P）形態でインターネットダウンロード提供されている。無料配布されているDCS Worldには、操縦可能機体としてスホーイSu-25Tジェット攻撃機とノースアメリカンTF-51D複座レシプロ練習機の2機が同梱されている。ここに公式に有料販売されているアドオン・モジュールを追加インストールして操縦機体を増やせるほか、ユーザーが開発・配布している非公式MODの追加も可能である。
フライトシミュレーションとしては、同社が以前開発していたLock On: Modern Air Combatの後継ソフトウェアであり、後述するアドオン・モジュール「Flaming Cliffs 3」は、Lock On: Modern Air Combatに収録されていた機体をDCS World環境向けにリファインした機体パックとなっている。
DCS Worldのダウンロード、また個別有料モジュールの購入とダウンロードは、Eagle DynamicsのDCS公式サイトかSteamにて行うことができる。有料モジュールには1つ1つに対してシリアルコードが発行され、オンライン・アクティベーションが行われる。2012年の「DCS: P-51D Mustang」までの3機体はDVDメディアを用いたパッケージ販売も行われていたが、それ以降は行われていない。2014年6月7日以降、DCS公式サイト購入されたモジュールはsteamではアクティベーションすることは出来ない。
全ての有料モジュールは14日間のフリートライアルが可能であり、試用期間が終了しても6か月経てば、繰り返し試用することが可能。

## 歴史
2008年10月17日、現在のDCS Worldの原型と呼べる、「DCS: BlackShark」ロシア語版が発売された。同年12月10日にダウンロード英語版、2009年3月7日にドイツ語版、同年4月2日に北米版が発売された。この時点では単体の有料ソフトウェアとして販売されており、以前は現在のモジュール形式を取り入れたフリーミアムとは異なっていた。
2009年6月26日、ズーから、「ゲームモード」の操作説明が書かれた「クイック スタート マニュアル」とミッションの説明が書かれた「ミッション ブリーフィング」の2点を日本語に訳した簡易日本語マニュアル付属英語版パッケージの「DCS: BlackShark」が日本国内発売された。
2011年4月22日、現在の無料基本プレイ環境であるDCS Worldが公開されると同時に、内容はほぼそのままに「DCS: BlackShark」をDCS World向けアドオン・モジュール化した「DCS: Ka-50 BlackShark II」及び新規機体アドオン・モジュール「DCS: A-10C Warthog」が発売された。
2012年7月、アドオン・モジュール「DCS: Combined Arms」が発売された。このモジュールは他の機体モジュールとは異なり、DCS Worldに含まれている戦車や対空ミサイルなど地上の車両・兵器を簡易的なファーストパーソン・シューティングゲームとして操縦し、また友軍地上部隊に指示を出してリアルタイムストラテジーとしてのプレイも可能にするものである。
2013年4月30日、初のサードパーティー製アドオン・モジュールとして、Belsimtek製の「DCS: UH-1H」が発売された。
2015年、DirectX11を用いた新しいグラフィックスエンジンであるEagle Dynamics Graphics Engine (EDGE)を採用したDCS World 2.0のOpen Alpha版が公開がされた。DCS World 2.0ではパーティクル効果の向上や高画質テクスチャ等が謳われている。DCS World 2.0はEDGEに対応したマップアドオンを購入していないと実行できなかった。
2018年、DCS World 2を基に複数の地形モジュール及び物理ベースレンダリング、気象による機体への影響などに対応したDCS World 2.5が公開された。　2.5の公開と同時に無償マップのコーカサス地方もEDGEに対応したため、すべてのプレイヤーがEDGE上で遊べるようになった。現在はDCS World 2.5も引き続き無料提供されている。
2021年、新しい天候エンジンなどを備えたDCS World 2.7が公開された。

## DCSにおける機体モデライズ
DCS Worldは、それ以前にEagle Dynamicsが販売していたLock On: Modern Air CombatやBlackSharkと、開発中である新しいプロジェクトの両方を単一フレームワーク下で動作させられるプレイ環境である。
飛行機のシミュレートにおける再現性・リアリティは、下記のようなフライトモデルの種類・操縦システム再現レベル・コックピットスタイルの種類によって段階が存在する。

### フライトモデル
DCS Worldでは、以下の4種類の機体空力フライトモデルがある。
- Standard Flight Model (SFM) - スタンダード・フライトモデル。基本数値データによって機体の挙動が計算され、複雑な空力挙動は既定されているスクリプト動作によって実現される。このモデルは旧来の一部機体にのみ使用されているもので、Eagle Dynamicsは上位のフライトモデルへのアップデート準備を予定している。プレイヤー操縦機体のうち、SFMのものは、Su-33と3種類のMiG-29である。
- Advanced Flight Model (AFM/AFM+) - アドヴァンスト・フライトモデル。翼の曲面と翼端の空気の流れをシミュレートし、機体表面の複数点で作用する力を計算している。スクリプト動作は行わない。AFM+と注釈されている機体、Su-25とA-10Aでは、限定的に燃料と油圧システムの重量変化もシミュレートされている。
- Professional Flight Model (PFM) - プロフェッショナル・フライトモデル。AFMの発展型で、風洞によるシミュレーション結果で得られた複雑なパラメータを持ち、降着装置等の上げ下げの空力への影響などの複雑な計算や動翼作用時の複雑なシミュレーション、オートパイロット動作のシミュレーション、燃料や油圧装置の動作油が機体内で減少移動するときに起こる挙動への影響シミュレーションなどが行われる。また実機のテスト飛行で得られたデータも可能な範囲で反映されている。
- External Flight Models (EFM) - エクスターナル・フライトモデル。PFMのサブセットで、サードパーティーの開発者向けのものである。本質的に機体に外部から作用するすべての力はPFMによって計算され、機体内の液体の動きや動翼の動きのシミュレーションは開発者が別途作成を許されたフライトモデルである。

### システムモデル
DCS Worldでは、以下の2種類のシステムモデルがある。
- Standard Systems Modeling (SSM) - スタンダード・システムモデル。飛行・航法・戦闘に直接必要とされる機能のみがコックピットシステムとして再現されたシステムモデル。再現性と再現範囲の広さは、機体によってさまざまである。プレイヤーが可能な操作は、あらかじめ機能を割り当てておいたキーボード・マウス・ジョイスティックのキーやボタン・軸を操作することのみである。Lock On: Modern Air Combatから持ち越されたFlaming Cliffs 3の収録機体や、DCS Worldに無料で同梱されているSu-25Tが該当する。
- Advanced Systems Modeling (ASM) - アドヴァンスト・システムモデル。直接的に飛行・航法・戦闘に関係しない機能も詳細にモデライズされたコックピットで、コックピットに存在するおおよそのボタンやスイッチ・レバーなどが機能するように作られており、画面内に再現されたボタンやスイッチをマウスやタッチスクリーンを用いて触って操作することができる。いわゆるクリッカブル・コックピット。搭乗している飛行機を、画面内のコックピット操作によってでも、ジョイスティックによってでも、もちろん従来のようにキーボードを併用しても操縦することが可能なシステムモデルである。Ka-50以降で純粋にDCS向けとしてリリースされた機体が該当する。

### コックピットモデル
DCS Worldでプレイヤーが搭乗可能な機体のコックピットは全機体、完全な3Dモデリングが行われていて3D CGで描画される。そのコックピットの中でプレイヤーが動かせる視線（カメラ）の自由度に、次の2種類がある。
- 3DoF (3 degrees of freedom, 3自由度) - プレイヤー・パイロットは視線（カメラ）を、左右に首を振りまたは上下に見上げ・見下げて "周囲を見回す" こと、カメラのズームを変更して望遠か広角か視野の広さを選ぶことができる。TrackIRに代表されるヘッドトラッキング入力デバイスにも対応している。Eagle Dynamicsでは、3DoFコックピットモデルの機体を6DoFコックピットモデルにアップグレードする作業を進めている。
- 6DoF (6 degrees of freedom, 6自由度) - プレイヤー・パイロットは視線（カメラ）を、 "周囲を見回す" だけでなく、その頭（カメラ）の位置をコックピットの内部で上下・左右・前後の3次元座標上いずれにも自由に移動させることができる。ヘッドトラッキング入力デバイスを組み合わせると、計器をはっきり見られるように計器盤に頭（カメラ）を近づけたり、機首や胴体で隠されがちな下方を広く眺めるために頭（カメラ）を高く持ち上げたり、飛行中の機体後方確認のために座席の側面から後ろを振り返ったり、といった視線変更も可能となる。

## DCS World同梱モジュール
無料配布されているDCS Worldには、下記の操縦可能機体モジュールと地形モジュール、その他AI専用機体オブジェクトやAI専用地上オブジェクトが同梱されている。DCS Worldは単独販売モジュールを動作させる基本フレームワークであると同時に、体験版としてプレイヤーのPCの性能がDCSをプレイするのに適切な環境であるかやプレイヤーが求めるゲーム内容であるかを確認することにも使用できる。

### Su-25T
Su-25Tは、ソビエト連邦のスホーイ設計局が設計・生産したジェット攻撃機、Su-25のサブタイプ。実機の生産数は大変少ない。コックピットにはヘッドアップディスプレイとミサイル誘導用テレビモニタが装備され、機関砲や無誘導爆弾、無誘導空対地ロケット弾のほか、レーザー誘導空対地ミサイル・レーザー誘導爆弾やテレビ誘導空対地ミサイルといった武装を搭載してゲーム内で使用できるようシミュレートされている。また自衛用の短距離空対空ミサイルも装備できる。
フライトモデルはプロフェッショナル・フライトモデル(PFM)、システムモデルはスタンダード・システムモデル(SSM)、コックピットモデルは6DoFとなっている。

### TF-51D
TF-51Dは、アメリカ合衆国のノースアメリカンが設計・生産した単発単座レシプロ戦闘機P-51の複座練習機バージョンである。武装は搭載しない。単発レシプロ機ならではの操縦の難しさを体験し、また練習することができる。
フライトモデルはプロフェッショナル・フライトモデル(PFM)、システムモデルはアドヴァンスト・システムモデル(ASM)、コックピットモデルは6DoFとなっている。画面内に表示されているコックピット内のレバーやスイッチをマウスクリックやタッチで操作する、いわゆるクリッカブル・コックピットを体験することができる。

### 黒海地形モジュール
唯一収録されている地形モジュールが、グルジアなどを含む黒海東側周辺のものである。ゲーム中でのマップ名称は "Caucasus" (コーカサス)である。

### AI専用機体オブジェクト
後述の単体モジュール販売されている航空機・ヘリコプターの機体は、全機種がDCS WorldにAI専用機体として収録されている。それらを含め、ジェット戦闘機19機、レシプロ戦闘機3機、ジェット攻撃機9機、ジェット爆撃機7機、ジェット練習機3機、偵察機・早期警戒機・輸送機・空中給油機等が12機、民間ジェット旅客機1機、攻撃ヘリコプター6機、その他ヘリコプター9機をAI専用機体としてゲーム中に登場させることができる。

### AI専用海上オブジェクト
航空母艦2隻、イージス艦やミサイルフリゲートあるいはミサイル艇等が8隻、潜水艦2隻、民間船舶4隻をAI専用でゲーム中に登場させることができる。艦対空ミサイルや主砲が動作する。

### AI専用地上オブジェクト
戦車・装甲車・対戦車ミサイル車両といった対地攻撃能力を持った車両、一切の攻撃能力を持たない軍用トラックや民間トラック・バス・乗用車など、対空攻撃能力のないAI専用車両があわせて67車種存在する。また攻撃能力を持たない鉄道車両が6車種存在する。
対空攻撃能力を持っている地上オブジェクトとして、自走能力があるものと固定式のものを合わせ、対空機関砲6種、地対空ミサイル発射機16種、地対空ミサイルの誘導や対空捜索のためのレーダー18種が存在する。

## Eagle Dynamics製モジュール

### DCS: Ka-50 Black Shark II
ロシアのカモフ製単座攻撃ヘリコプター、Ka-50を操縦可能機体とするモジュールである。
「DCS: Black Shark」は、当初2008年10月に単体のフライトシミュレーションソフトウェアとして発売されたものだが、2011年にシミュレータをアップグレードすると同時にDCS World用のアドオンモジュールとして発売されたのが「DCS: Ka-50 Black Shark II」である。
「Ka-50 Black Shark II」の機体及びコックピットは、プロフェッショナル・フライトモデル(PFM)、アドヴァンスト・システムモデル(ASM)、6DoFで実装されている。
Ka-50実機で選択可能な兵装がすべて用意されていて、プレイヤーはこのヘリコプターをガンシップ・対戦車攻撃・爆撃任務などさまざまに使用できる。
Ka-50は複雑なオートパイロットを含む高度な自動化がなされており、シュクヴァール-N（Shkval-N）テレビ照準システム、レーザー測距及び照準機能（Kh-25MLや9K121ヴィーフリといったレーザー誘導式の空対地ミサイル・対戦車ミサイル用）、ヘルメットマウント式照準表示装置等を備える。これらのシステムが、パイロット1人の単座機でありながら、機体の操縦と兵装を用いた攻撃との2つの仕事をこなすことを可能としている。
また、Ka-50が装備する戦術データ・リンクもシミュレートされており、プレイヤーはオンライン・マルチプレイにおいて他の友軍参加プレイヤーの操縦するKa-50と索敵照準情報や航法情報を共有することができる。ただしこの情報共有が行えるのはKa-50間だけであり、他のロシア機体との間では行えない。

### DCS: A-10C Warthog
2011年4月22日に発売された。「DCS: A-10C Warthog」は、フェアチャイルド・リパブリック社が開発したアメリカ空軍初の近接航空支援（CAS）専用機であるA-10C サンダーボルトIIを操縦可能機体とするモジュールである。このモジュールは「DCS: Black Shark」に続くDCS製品として2つ目の機体であり、DCSのフライトシミュレーションとしての範囲を広げるものとなった。
「DCS: A-10C Warthog」は、現代固定翼軍用機のPC用シミュレーションとして、空力特性、アビオニクス、センサー、兵装システムなどに高い再現性を提供している。プレイヤーは、気楽に "ゲーム" としてA-10Cの操縦を楽しむことのできるオプションも選択できる。プレイヤーは黒海沿岸のコーカサス地方に設定されたミッションを飛行し、新たに進化した人工知能(AI)によって指揮される敵の空軍・地上軍・海軍と戦闘を行う。ミッションとキャンペーンを作成・編集するエディタも内蔵されているので、プレイヤーが独自に新しいミッションやキャンペーンを作成して他のプレイヤーと共有したり、オンラインゲームモードで他のプレイヤーと友軍としてあるいは敵軍として、オンライン・マルチプレイで一緒に戦うこともできる。
「A-10C Warthog」の機体及びコックピットは、プロフェッショナル・フライトモデル(PFM)、アドヴァンスト・システムモデル(ASM)、6DoFで実装されている。
日本では、ズーより「ゲームモード」の操作説明が書かれた「クイック スタート マニュアル」を日本語に訳した簡易日本語マニュアル付属英語版パッケージの「DCS: A-10C Warthog」も2011年4月28日に発売された。

### DCS: P-51D Mustang
"Flying Legends"（空飛ぶ伝説）シリーズの最初のタイトルとして、2012年9月17日に発売された。第二次世界大戦のアメリカで生産された、レシプロ単座戦闘機、ノースアメリカン P-51D マスタングを操縦可能とするアドオン・モジュールである。Eagle DynamicsのパートナーであるFighter Collectionと共に開発し、ハードコアな挙動を求めるプレイヤーにもカジュアルに楽しみたいプレイヤーにも楽しめるよう、実機の飛行特性や複雑なコックピット操作をシミュレータとして高いレベルの正確さで再現すると同時に、簡単に遊べる「ゲーム」モードもオプションとして用意した。「シミュレーションモード」ではP-51Dを実際のパイロットと同じように操縦することとなるが、「ゲームモード」ではシミュレータのシステムやフライトモデルは簡略化され簡単に操縦し飛行させることができる。他のDCS World向け飛行機モジュールと同様にインタラクティブ・トレーニング・システムも用意されていて、コックピット内に座ってからエンジンを始動させ離陸準備をし実際にマスタングを飛ばすところまで、一手順ずつ説明を進めてくれる教官として助けてくれる。
「P-51D Mustang」の機体及びコックピットは、プロフェッショナル・フライトモデル(PFM)、アドヴァンスト・システムモデル(ASM)、6DoFで実装されている。
このP-51D Mustangの無武装練習機バージョンTF-51がDCS Worldに収録されており、DCS: P-51D Mustangを購入する前にレシプロ戦闘機の操作性あるいはシミュレータとしての再現性などを無料体験し確認することができる。
日本では、ズーより「ゲームモード」の操作説明が書かれた「クイック スタート マニュアル」を日本語に訳した簡易日本語マニュアル付属英語版パッケージの「DCS: P-51D Mustang」も2012年11月30日に発売された。

### DCS: F/A-18C Hornet
アメリカ合衆国のマルチロール機F/A-18Cを操縦可能機体とするモジュール。このモジュールを購入することで空母、USSジョン・C・ステニスが追加され、スチームカタパルト、アレスティング・ワイヤーなどが稼働する。
　機体サウンドはHornetの製造元であるボーイング社の協力により提供された、本物のサウンドが使用されている。

### DCS: F-16C Viper
アメリカ合衆国のマルチロール機F-16Cを操縦可能機体とするモジュール。

### DCS: Mi-24P HIND
ソ連の攻撃ヘリコプターMi-24Pを操縦可能にするモジュール。前席と後席の両方が操作可能であり、マルチプレイヤーにおいては2人乗りが可能。

### DCS: Mosquito FB VI
英国で第二次世界大戦中に活躍した木製の双発機「モスキート FB Mk.VI」を操縦可能とするモジュール。複座機であり、マルチプレイヤーにおいては2人乗りが可能。
　

## 地形モジュール

### DCS: NEVADA Test and Training Range Map
2015年11月30日にDCS World 2 Open Alpha向けに発売された。NEVADA Test and Training Rangeは初の地形モジュールとして発売され、このモジュールの特徴はネバダ州の大部分及びアリゾナ州、カリフォルニア州の一部を含んだ600×610平方キロメートルの広大な地形である。ラスベガスやエリア51として知られるグルーム湖、ネリス試験訓練場、ネリス空軍基地、ミード湖のような象徴的な場所も再現されている。
また、このモジュールは新しいグラフィックエンジンEDGEの技術を適用した最初のモジュールである。

### DCS: Normandy 1944 Map
2017年５月26日にDCS World 2 Open Alpha向けに配信された。このモジュールは第二次世界大戦中のフランスのノルマンディー地方を再現しており、マップの大きさは267×348キロメートルである。「ノルマンディー上陸作戦」にスポットが当てられており、連合軍が上陸したビーチやナチス・ドイツが建設した「大西洋の壁」、カーンやルーアンなどの大都市、シェルブールとル・アーヴルの港などが再現されている。
マップ上に存在する飛行場は30個、また新しいマップ作製技術により以前のモジュールより季節による気候変化が詳細になっている。

### DCS: Persian Gulf Map
2018年５月24日にDCS World 2.5向けに配信された。このモジュールは"ペルシャ湾"及び"ホルムズ海峡"とその周辺地域を再現しており、マップの大きさは200,000平方キロメートルである。ドバイやアブダビなどの巨大な都市や、ブルジュ・ハリファなどの特徴的な建造物が詳細に再現されている。
マップ上に存在する飛行場は13個、またこのモジュールを導入するとミッション作成時に各機体に指定する国籍にイラン、アラブ首長国連邦、オマーンの3つが追加される。

### DCS: The Channel Map
第二次世界大戦時のドーバー海峡周辺が再現されている。

### DCS: Syria Map
シリアとその周辺諸国や、キプロス島が再現されている。

### DCS: Marianas Map
無料で提供されている地形モジュール。北マリアナ諸島の内、グアム、ロタ、テニアン、サイパンの島々が再現されている。時代設定は現代で、米軍基地などが点在している。

### DCS: South Atlantic Map
DCSでは初めてサードパーティーによって製作された地形モジュール。　フォークランド諸島、南米大陸南端、太平洋などが再現されている。

## 外部ツール
DCS Worldは、3Dモデルを製作するツール類を公開してる他、各ファイルはLua Scriptで書き換えるように出来ている。特に下記のディレクトリに存在するExport.luaを利用することで各計器、表示器の状態を出力することや自作のコントローラ類からDCS Worldに操作を入力することができる。
```
C:\Users\ユーザ名\Saved Games\DCS\Scripts (デフォルト)  
```